# VfBオルデンブルク
VfBオルデンブルク（ドイツ語: VfB Oldenburg）は、ドイツ・ニーダーザクセン州オルデンブルクを本拠地とするサッカークラブである。

## 歴史

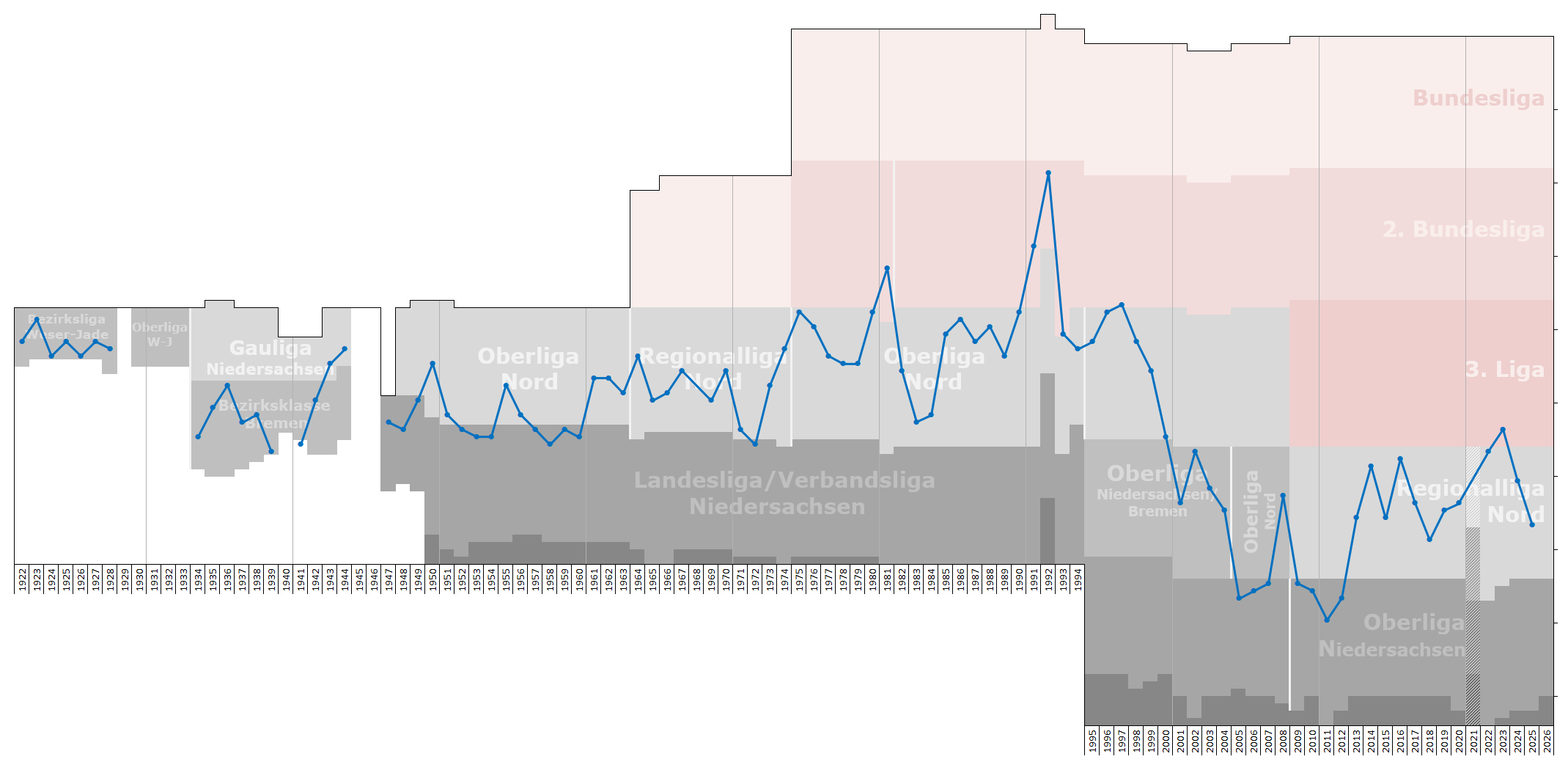
所属リーグ史

1897年10月17日にFC1897オルデンブルクとして、高校生によって設立された。1919年にFVゲルマニア1903オルデンブルクと合併し、VfBオルデンブルクとなった。ドナーシュヴィーにある古い競輪場を取得しサッカーを行っていた。
1942年に1部のガウリーガ・ヴェセル＝エムスに所属したが、第二次世界大戦の戦局悪化に伴って1944年を以てリーグが中断された。1949-50シーズンに1部で活動再開をするも、すぐに2部降格となった。1980年にツヴァイテリーガに参戦するも1シーズンで降格、その後は1990年代初頭にツヴァイテリーガに所属した以外は3部に所属した。
1999-00シーズンには財政上の理由から解散の危機に陥った。その後は4部や5部に所属していた。2022年にドリッテリーガに昇格して全国リーグに戻ったが、1シーズンで降格した。

## 本拠地
1991年以来マルシュヴェーク＝シュタディオンを本拠地としている。1万5200人収容で、うち座席数は4500席である。

## ライバル
同じオルデンブルクを本拠地とするVfLオルデンブルクがライバルにあたる。

## タイトル
- オーバーリーガ・ノルト: 1975, 1980, 1990
- レギオナルリーガ・ノルト: 1996, 2022
- オーバーリーガ・ニーダーザクセン/ブレーメン: 2002
- ニーダーザクセンリーガ: 1952, 1957, 1959, 1972, 2007, 2009

## 歴代所属選手
- ヤン・ウルバン 1996-97